# Fernando Pimenta
Fernando Pimenta (n. 13 august 1989, Ponte de Lima⁠(d), Alto Minho Subregion⁠(d), Portugalia) este un caiacist ce a reprezentat Portugalia, medaliat olimpic. A participat la 3 ediții ale Jocurilor Olimpice (2012, 2016, 2020) în care a câștigat o medalie de argint.